# Campionat d'Espanya de motocròs 2010
La temporada de 2010 del Campionat d'Espanya de motocròs fou la 52a edició d'aquest campionat, organitzat per la Reial Federació Motociclista Espanyola.

## Classificació final

### MX2
| Posició | Pilot               | Motocicleta | Punts |
| ------- | ------------------- | ----------- | ----- |
| 1       | José Antonio Butrón | Suzuki      | ?     |
| 2       | Cristian Oliva      | ?           | ?     |
| 3       | José Luis Martínez  | ?           | ?     |
| 4       | ?                   | ?           | ?     |
| 5       | ?                   | ?           | ?     |
| 6       | ?                   | ?           | ?     |
| 7       | ?                   | ?           | ?     |
| 8       | ?                   | ?           | ?     |
| 9       | ?                   | ?           | ?     |
| 10      | ?                   | ?           | ?     |

### MX Elite
| Posició | Pilot             | Motocicleta | Punts |
| ------- | ----------------- | ----------- | ----- |
| 1       | Alvaro Lozano     | Yamaha      | ?     |
| 2       | Jonathan Barragán | ?           | ?     |
| 3       | Adrián Garrido    | ?           | ?     |
| 4       | ?                 | ?           | ?     |
| 5       | ?                 | ?           | ?     |
| 6       | Carlos Campano    | Yamaha      | ?     |
| 7       | ?                 | ?           | ?     |
| 8       | ?                 | ?           | ?     |
| 9       | ?                 | ?           | ?     |
| 10      | ?                 | ?           | ?     |

## Categories inferiors
Font:
| Campionat           | Guanyador      | Motocicleta |
| ------------------- | -------------- | ----------- |
| Trofeu Sub-19       | Cristian Oliva | Yamaha      |
| Promeses 85cc       | Ángel Suárez   | Honda       |
| Trofeu Alevins 65cc | Jorge Prado    | KTM         |